# Kasaba (film)
Kasaba (lett. "borgo") è un film del 1997 scritto, diretto e fotografato da Nuri Bilge Ceylan, al suo esordio nel lungometraggio.
Raccontato dal punto di vista di due bambini e diviso in quattro parti, una per ogni stagione, il film descrive il rapporto tra i vari membri di una famiglia che vive in un paesino di provincia. Fratello e sorella assistono alle complessità del mondo adulto e ai misteri della vita e della natura. Fa parte, insieme ai successivi Nuvole di maggio (1999) e Uzak (2002) della cosiddetta "trilogia provinciale" (taşra üçlemesi) del regista.

## Trama
In un'innevata mattina d'inverno, la piccola Hülya e gli altri bambini di un paesino rurale vanno a lezione nella loro scuola elementare: in classe gli alunni declamano l'Öğrenci Andı e, in un'atmosfera distratta e sonnacchiosa, si esercitano nella lettura a voce alta con dei brani del sussidiario sul tema della solidarietà.
In un assolato pomeriggio primaverile, Hülya e il fratellino Ali attraversano il bosco per arrivare al campo di grano dove i loro genitori li aspettano. Nel tragitto incontrano un asino e una tartaruga, che Ali capovolge sul suo guscio per dispetto, assaggiano i frutti di un albero cresciuto su un cimitero e si perdono nell'esplorazione dei misteri della natura. Giungono infine a destinazione, dove i nonni, i genitori e il cugino Saffet stanno preparando un falò per la notte.
Accampatisi tra gli alberi nei pressi del campo di grano, in una notta d'estate, tutta la famiglia si trova attorno al fuoco a mangiare pannocchie arrostite. Gli adulti discutono e i bambini si appisolano tra il crepitio delle braci: il nonno racconta della guerra, avendo egli combattuto nell'assedio di Kut per poi essere fatto prigioniero nella seconda battaglia di Kut e internato in un campo di prigionia inglese in India, dove ha patito la fame e ogni tipo di privazioni; il padre parla di come abbia cercato nella cultura a nella carriera accademica in grandi città e all'estero il modo di emanciparsi dalla solitudine, dall'isolamento della vita provinciale, e poi, su richiesta dei bambini, l'intrattiene coi racconti delle imprese di Alessandro Magno; Saffet, insensibile sia alla spiritualità del nonno che al materialismo dello zio, si fa beffe degli aneddoti dello zio, accusandolo di aver lavorato tutta la vita per niente essendo tornato al punto di partenza, quella provincia che anch'egli, nonostante la maschera del suo nichilismo, forse vorrebbe lasciare ma in cui sta consumando la sua gioventù come già accaduto a suo padre. Ali fa un incubo dove rivede la tartaruga che ha lasciato nel bosco a morire. La nonna sentenzia laconicamente che non c'è nulla nella vita a parte il lavoro, che non è né un obbligo, né una libera scelta, né un piacere, bensì l'uomo stesso e il suo legame con la terra.
A casa, in un grigio giorno autunnale, Hülya sogna di tornare nel campo di grano e di trovarvi suo nonno morto nell'erba, vicino a un fiume, dove lava la sua camicia bianca e immerge le mani nell'acqua che scorre.

## Produzione

### Sviluppo
Il soggetto è stato scritto dalla sorella maggiore del regista, Emine, ispirandosi, soprattutto per i dialoghi, alle proprie memorie d'infanzia. Sequenze come quella ambientata nella scuola elementare scaturiscono invece interamente da Ceylan, che ha comunque messo mano a tutto il materiale di partenza. Ceylan avrebbe poi caratterizzato la sceneggiatura come un "collage" indefinito di elementi autobiografici e di finzione. Un'altra fonte d'ispirazione in fase di scrittura è stato Čechov, le cui opere hanno influenzato molto la poetica del regista. Alcune citazioni delle sue opere hanno ispirato momenti del film, come l'atmosfera delle sequenze nella classe elementare.
(Ceylan parlando di una delle ispirazioni del film.)
Come col precedente cortometraggio Koza (1995), Ceylan ha finanziato il film coi suoi risparmi, raccogliendo un budget compreso tra i 15 000 e 50 000 dollari.

#### Casting
Data la sua personale propensione e i mezzi ridotti con cui lavorava, Ceylan ha optato per un cast composto interamente da attori non professionisti, scelta che avrebbe caratterizzato tutta la prima parte della sua carriera. Così come nel corto Koza, i genitori del regista, Mehmet e Fatma Ceylan, hanno acconsentito a recitare nel film, interpretando i nonni di Hülya e Ali, mentre suo cugino Mehmet Emin Toprak ha fatto qui il suo esordio nel ruolo dell'adolescente Saffret. Originariamente Ceylan avrebbe preferito non coinvolgere nuovamente i genitori, ma non è riuscito a trovare sostituti più adatti per i loro ruoli.
Il resto del cast è stato riempito dagli amici di Ceylan residenti nell'area delle riprese, tra cui Muzaffer Özdemir. Gli unici a dover superare una selezione sono stati gli attori di Hülya e Ali: alla ricerca di interpreti particolarmente naturali per la loro età, la troupe ha visitato numerose scuole elementari nella provincia di Çanakkale e ha provinato centinaia di bambini prima di scegliere Havva Sağlam e Cihat Bütün.

### Riprese
Sempre come con Koza, Ceylan ha girato il film in pellicola 35mm con una cinepresa Arriflex 35 IIC di suo possesso. La troupe era similmente composta da sole due persone, lo stesso Ceylan e l'assistente operatore Sadık İncesu, che si occupavano anche del trasporto delle attrezzature assieme agli attori. Le dimensioni ridotte della troupe e la natura amatoriale degli interpreti hanno fatto sì che le riprese potessero procedere a un ritmo adeguato al semi-esordiente Ceylan, impiegando anche una settimana per girare una singola scena. In tutto, le riprese sono durate oltre un anno, tenendosi in più occasioni nel corso delle diverse stagioni durante le quali è ambientato il film.
Ceylan, che oltre a dirigerlo ha curato anche la fotografia del film, ha deciso di girarlo in bianco e nero per ragioni di ambientazione temporale e per una maggiore facilità nell'illuminare le inquadrature viste le ristrettezze del budget, ma anche perché da fotografo aveva perlopiù fotografie in B/N. Inoltre, riteneva che un film come Kasaba, contemplativo e senza attori professionisti, avrebbe avuto maggiori possibilità di distinguersi in ottica di distribuzione che non se fosse stato a colori.
Ceylan ha continuato ad apportare numerose modifiche alla sceneggiatura durante le riprese a seconda dell'ispirazione, facendo sì che spesso gli attori non avessero idea di cosa stessero recitando.

### Post produzione
La maggior parte del budget è stato speso nella post produzione del film, dove sono sorti diversi problemi, complicando una produzione altrimenti semplice.
Infatti, Ceylan si è accorto solo dopo aver finito di girare che in Turchia non esistevano ormai più dei laboratori che sviluppassero e stampassero negativi cinematografici in bianco e nero, e si è visto costretto a spostare questo processo in Ungheria. Inoltre, avendo girato senza presa diretta a causa dei mezzi e dimensioni ridotte della troupe, si è ritrovato a dover doppiare il film in studio. Il cast non professionista, tuttavia, non riusciva a seguire a sufficienza il labiale nell'incidere le battute e Ceylan si è quindi trovato costretto a sostituirli con dei doppiatori di professione che però considerava poco adatti alle parti, soprattutto dei personaggi femminili e dei bambini: a seguito di quest'esperienza, il regista avrebbe sempre optato nei seguenti film per girare con il sonoro in presa diretta.
La colonna sonora del film consiste in delle improvvisazioni del clarinettista Ali Kayacı.

## Distribuzione
Inizialmente Ceylan non è riuscito a trovare un distributore interessato al film a causa dello stile contemplativo, della scelta del bianco e nero e dell'assenza di una trama forte e attori professionisti: il film è dunque uscito in una sola sala cinematografica in tutta la Turchia, il Beyoğlu Pera Sineması di Istanbul, il 28 novembre 1997. In seguito all'inaspettata attenzione ivi riscossa ed alla successiva presentazione al Festival di Berlino nel febbraio 1998, dove avrebbe vinto il premio Caligari, il film è stato presentato negli anni seguenti a diversi festival del cinema in patria, come quelli di Adalia, Adana e Istanbul, e da lì venduto all'estero.

## Accoglienza

### Incassi
Originariamente programmato per restare in cartellone una settimana nell'unico cinema in cui era proiettato, a sorpresa di Ceylan il film ha riscosso un inaspettato successo grazie al passaparola positivo degli spettatori, che hanno riempito la sala tutti i giorni. Gli esercenti ne hanno quindi prolungato la permanenza a tre settimane, al termine delle quali il film aveva totalizzato oltre 20 000 spettatori. Anche grazie agli esigui costi di produzione, il film è quindi risultato profittevole.

### Critica
Nonostante le critiche positive di riviste come Zaman e Radikal, nelle parole di Ceylan, il film «non attirò l'attenzione dell'intellighenzia turca [finché non] fu premiato a Berlino qualche mese più tardi», consolidando il suo pregiudizio per cui «sfortunatamente, i riconoscimenti arrivano sempre dall'Occidente».
Il regista cinese Jia Zhangke si è dichiarato un estimatore del film.

## Riconoscimenti
- 1998 - Festival di Berlino
  - Premio Caligari
- 1998 - International Istanbul Film Festival
  - Premio FIPRESCI
  - Premio speciale della giuria
- 1998 - Festival des 3 Continents
  - Miglior fotografia a Nuri Bilge Ceylan